# Naryn-Kamm
Der Naryn-Kamm oder Narym-Kette (kasachisch Нарын жотасы; russisch Нары́мский хребе́т) ist ein Gebirgszug des südlichen Altaigebirges in Ostkasachstan.
Der Naryn-Kamm erstreckt sich in West-Ost-Richtung über eine Länge von 120 km. Er erreicht eine maximale Höhe von 2782 m. Entlang der Nordflanke fließt der Naryn. Im Nordwesten befindet sich der Buchtarma-Stausee. Nach Süden neigt sich das Gebirge zum Flusstal des Kürschim. Nach Osten hin schließt sich der Sarymsaqty-Gebirgszug an. Am Gebirgsaufbau sind paläozoische Sandsteine, Konglomerate, Schiefer, Tuffe sowie intrudierte Granite beteiligt. Nach Norden hin fällt der Narym-Kamm steil ab. Bis 1300 m Höhe kommen an den Nordhängen Birken- und Espenwälder vor. In höheren Lagen wachsen Lärchen. In Tallagen finden sich Wälder aus Fichten, Tannen und Sibirische Zirbelkiefern. An den Südhängen wächst eine Steppenvegetation bestehend aus Raugrasschwingel und Federgras. Oberhalb 1800 m herrscht subalpine Vegetation mit spärlichem Waldbewuchs sowie alpine Grasflächen vor.